# Henning Mühlleitner
Henning Mühlleitner (ur. 15 lipca 1997 w Emmendingen) – niemiecki pływak specjalizujący się w stylu dowolnym, mistrz Europy.

## Kariera
W 2018 roku na mistrzostwach Europy w Glasgow zwyciężył w sztafecie mieszanej 4 × 200 m stylem dowolnym. Na dystansie 400 m stylem dowolnym zdobył brązowy medal, uzyskawszy czas 3:47,18.